# Farma
Farma – zazwyczaj duże gospodarstwo rolne, zmechanizowane i specjalizujące się w uprawie wybranych roślin lub hodowli wybranych zwierząt. Nastawione na wysoką towarowość i specjalizację produkcji. Z reguły zatrudnia najemną siłę roboczą.